# 엠스강
엠스강(영어: Ems, 라틴어: Amisia)은 독일의 북서부에 있는 하천으로서, 노르트라인베스트팔렌주와 니더작센주에 걸쳐서 흐른다.

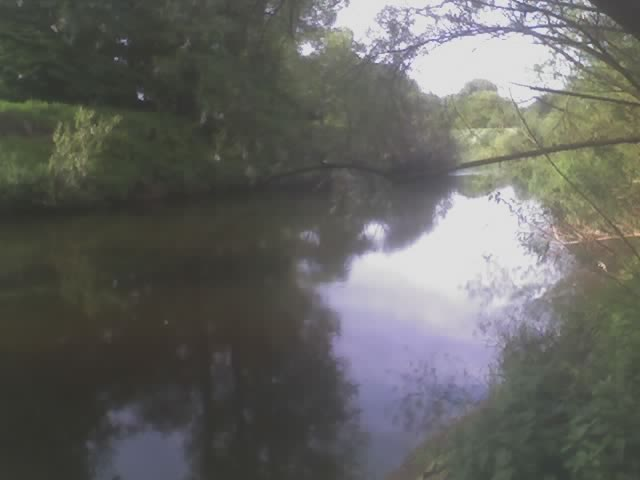
뮌스터 동쪽 엠스강

## 강의 경로

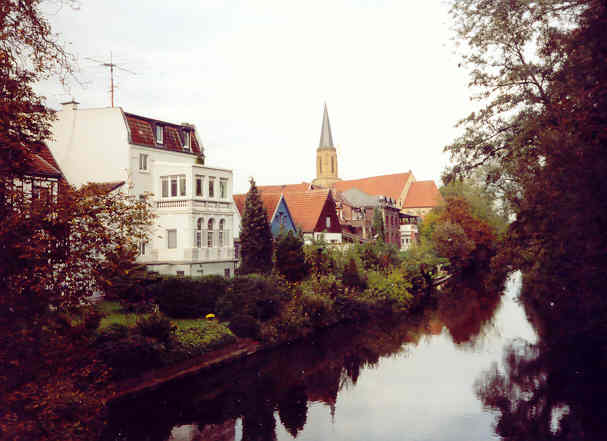

엠스강은 길이 371킬로미터이며 그 중 238킬로미터가 배가 운행할 수 있다. 동베스트팔렌 지역의 젠네(Senne)가 수원(水源)이며 엠덴 근처의 돌라트(Dollart)에서 북해로 흘러들어 간다. 북해 입구 40 km전방에 가동보를 설치하였는데, 가동보로부터 상류지역 40 km지점에 크루즈선박을 제조하는 회사가 있어 선박 건조 후 가동보를 통하여 바다로 나갈 수 있도록 하였다.